# Darknet

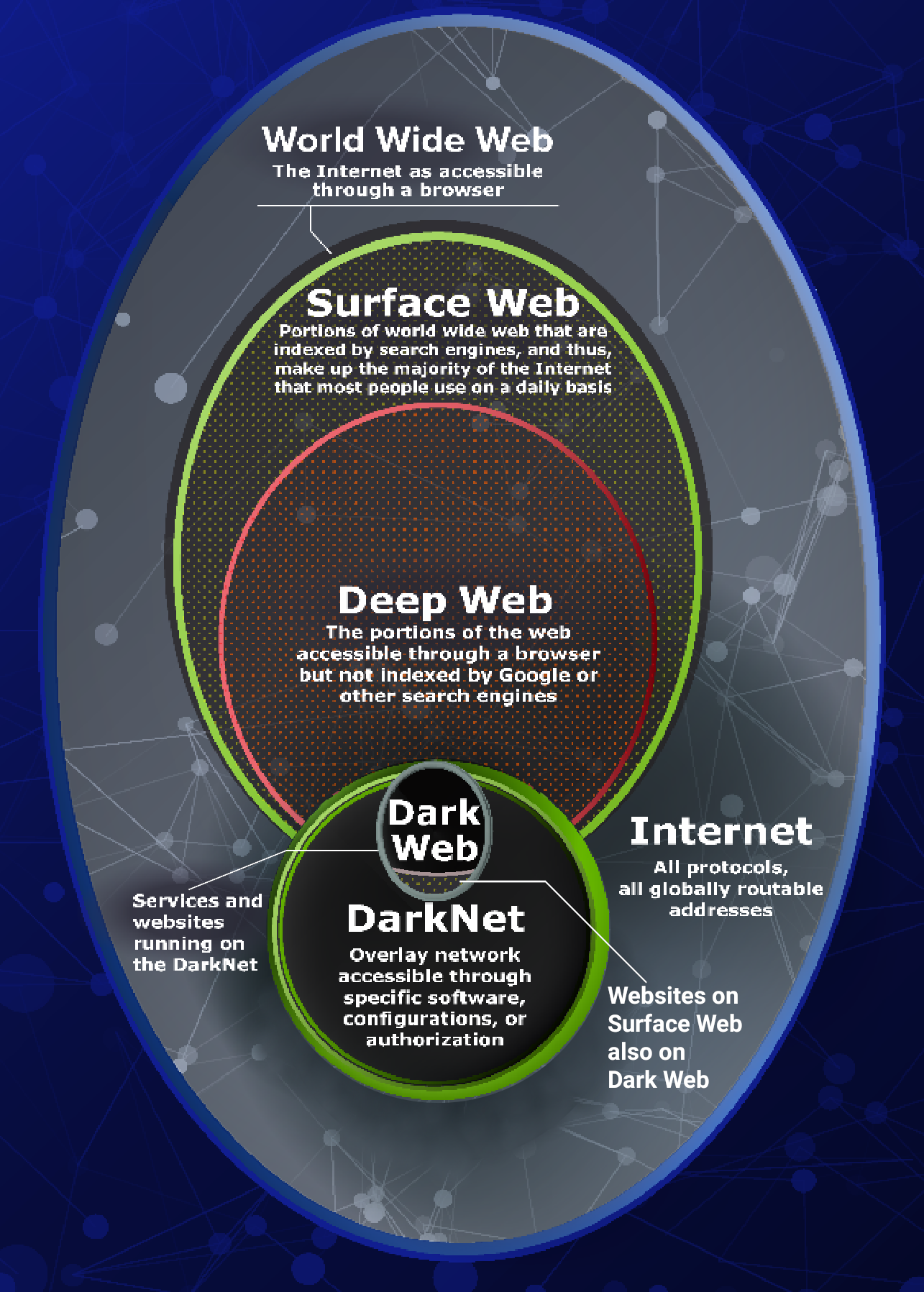
A Fronteira entre World Wide Web (WWW), a Surface Web onde ficam os buscadores como Google, Youtube, Facebook, a Deep Web, Dark Web e a Dark Net

Uma darknet (or dark net) é uma parte do espaço IP alocado e roteado que não está executando nenhum serviço. O tráfego que chega a esse espaço escuro de IP é indesejado, pois não possui hosts ativos.
O termo dark net foi confundido erroneamente com a Dark web, que é uma rede sobreposta que pode ser acessada apenas com software, configurações ou autorização específicas, geralmente usando protocolos de comunicação e portas não padrões. Os tipos de dark web são redes friend-to-friend (geralmente usada para compartilhamento de arquivos com uma conexão peer-to-peer) e redes de privacidade como o Tor.
O termo recíproco para darknet encriptada é clearnet ou Surface Web quando se refere ao conteúdo indexável por mecanismo de pesquisa.

## Uso
De uma maneira geral, uma darknet é um grupo que permite compartilhar todo tipo de conteúdo de maneira anônima, sendo impossível identificar o usuário,[carece de fontes?] e também privativa pois os arquivos disponibilizados são criptografados. Desse modo, darknets são utilizadas para compartilhar informações sigilosas.